# Umstülpung der Sphäre
Die Umstülpung der Sphäre (englisch: sphere eversion) ist ein Verfahren aus der Differentialtopologie, mit dem die Sphäre (die Oberfläche einer Kugel) im dreidimensionalen euklidischen Raum von innen nach außen umgestülpt wird, ohne dass dabei Knicke oder Risse entstehen. Die Sphäre darf sich während der Umstülpung selbst durchdringen. Anschaulich kann man sich vorstellen, die Sphäre sei aus einem Material hergestellt, das beliebig dehnbar und verformbar ist und sich selbst durchdringen kann, wobei Knicke, Risse und andere nicht stetige und nicht glatte Verformungen zur Zerstörung des Materials führen. Wenn man sich die Sphäre mit roter Farbe auf der Außenseite und mit blauer Farbe auf der Innenseite angestrichen vorstellt, wird durch die Umstülpung die blaue Innenseite nach außen gestülpt und die rote Außenseite nach innen.

## Problemdefinition
Es sei
{\displaystyle f\colon S^{2}\to \mathbb {R} ^{3}}
die Standardeinbettung der Einheitssphäre {\textstyle S^{2}} im {\textstyle \mathbb {R} ^{3}}. Dann ist die Umstülpung der Sphäre eine reguläre Homotopie von Immersionen
{\displaystyle f_{t}\colon S^{2}\to \mathbb {R} ^{3}\,(t\in [0,1])},
so dass {\textstyle f_{0}=f} und {\textstyle f_{1}=-f} ist.
Es muss daher für jedes {\textstyle t\in [0,1]} gelten, dass die Jacobi-Matrix von {\textstyle f_{t}} vollen Rang besitzt und dass die durch die Homotopie {\textstyle f_{t}} induzierte Homotopie des Tangentialbündels stetig ist. Dies formalisiert die anschaulichen Bedingungen, dass während der Umstülpung keine Knicke, Risse oder andere unstetige Verformungen der Sphäre oder ihrer Tangentenrichtungen auftreten dürfen.
Dass eine solche Homotopie existiert, ist nicht offensichtlich. So folgt beispielsweise für das scheinbar einfachere Problem, einen Kreis im zweidimensionalen euklidischen Raum von innen nach außen zu stülpen, aus dem Satz von Whitney-Graustein, dass eine Umstülpung des Kreises unmöglich ist.

## Existenz der Umstülpung der Sphäre
Im Jahr 1959 veröffentlichte Stephen Smale einen Artikel, in dem er sich mit der Klassifikation von Immersionen der 2-Sphäre in n-dimensionalen euklidischen Räumen {\textstyle E^{n}} beschäftigt. Er beweist dort insbesondere den folgenden Satz:

“Theorem B. Any two {\textstyle C^{2}} immersions of {\textstyle S^{2}} in {\textstyle E^{3}} are regularly homotopic.”

„Satz B. Zwei beliebige {\textstyle C^{2}}-Immersionen von {\textstyle S^{2}} in {\textstyle E^{3}} sind regulär homotop.“

Der Satz von Smale beweist also nicht nur, dass eine Umstülpung der Sphäre existiert, sondern, dass alle zweimal stetig differenzierbaren Immersionen der 2-Sphäre in den dreidimensionalen euklidischen Raum regulär homotop sind, also unter Einhaltung der oben beschriebenen anschaulichen Regeln ineinander verformt werden können.
Smale bemerkt zu seinem Satz:

“That this should be so, is not obvious. For example, it is not trivial to see that a reflection of the unit sphere in {\textstyle E^{3}} is regularly homotopic to the identity on the unit sphere.”

„Dass dies so sein soll, ist nicht offensichtlich. Es ist zum Beispiel nicht trivial zu sehen, dass eine Spiegelung der Einheitssphäre im {\textstyle E^{3}} regulär homotop zur identischen Abbildung auf der Einheitssphäre ist.“

## Geschichte
Obwohl der Beweis des Satzes von Smale im Prinzip geometrische Konstruktionen enthält, ist es praktisch nicht möglich, aus ihnen eine explizite Visualisierung der Umstülpung der Sphäre zu konstruieren. Der Beweis der Existenz der Umstülpung der Sphäre stieß daher anfangs auf Skepsis. Smales Doktorvater Raoul Bott war zunächst der Meinung, der Beweis sei offensichtlich falsch, ließ sich aber später davon überzeugen, dass Smales Beweisführung korrekt ist. Er wünschte sich, wie viele Mathematiker, die Smales Artikel lasen, eine direkte Methode zu Umstülpung der Sphäre zu sehen. Smale selbst ist es nicht gelungen, eine explizite Umstülpung der Sphäre zu konstruieren.
Smale schreibt die Konstruktion der ersten expliziten Version der Umstülpung der Sphäre Arnold Shapiro zu. Shapiro hat nie eine Veröffentlichung über seine 1960 entdeckte Umstülpung geschrieben. Er erklärte sie dem französischen Mathematiker Bernard Morin, der sie seinem Kollegen René Thom mitteilte. Shapiros Version der Umstülpung wurde erst 20 Jahre später aufgrund der Veröffentlichungen von Bernard Morin und George Francis einem breiteren Publikum bekannt.
Die meisten Mathematiker und die breite Öffentlichkeit wurden erst durch die Arbeit von Anthony Phillips auf die Umstülpung der Sphäre aufmerksam. Phillips veröffentlichte 1966 im Scientific American seine Version der Umstülpung, die er nach einem Briefwechsel mit Thom entwickelt hatte, und von der er dachte, sie entspräche Shapiros Version, was sich später als falsch herausstellte. Phillips stellt in seinem Artikel die Umstülpung anhand von 21 Bildern dar, die verschiedene Phasen der Umstülpung repräsentieren. Dabei wird die Sphäre jeweils durch mehrere Bänder dargestellt, um die Selbstdurchdringungen bei der Umstülpung sichtbar zu machen. Diese Version der Umstülpung wurde von einigen Forschern als relativ komplex empfunden, da es für sie schwierig war, sich basierend auf den Bändern die Oberfläche der Sphäre vorzustellen und aus den Einzelbildern die Deformation der Sphäre während der Umstülpung zu visualisieren. Daher begann eine Suche nach einfacheren und symmetrischeren Versionen der Umstülpung der Sphäre.
Bernard Morin erfand 1967, basierend auf einem Vorschlag von Marcel Froissart, eine neue Version der Umstülpung, die eine deutlich geringere Anzahl an Selbstdurchdringungen aufweist als alle vorherigen Versionen. Charles Pugh fertigte Modelle verschiedener Phasen dieser Umstülpung aus Sechseckgeflecht an. Die Modelle wurden in der Evans Hall am Department of Mathematics der University of California, Berkeley, ausgestellt. Nelson Max erfuhr 1967 von Morins Umstülpung und entschloss sich, einen animierten Film über diese Version zu erstellen. Er hatte schon mehrere Jahre, unter anderem mit Knetanimation, erfolglos am Konzept für den Film gearbeitet, als er 1972 auf Pughs Modelle aufmerksam wurde. Er digitalisierte die Modelle und benutzte sie als Grundlage für seinen Film Turning a Sphere Inside Out. Zum Film existiert ein Begleitartikel, der die Umstülpung ausführlich beschreibt. Pughs Modelle wurden einige Jahre, nachdem sie von Max digitalisiert wurden, gestohlen. Sie sind noch in Max’ Film zu sehen.
Morin selbst beschrieb seine Version der Umstülpung zusammen mit Jean-Pierre Petit in mehreren kurzen Artikeln in den Comptes rendus de l’Académie des sciences sowie in einem populärwissenschaftlichen Artikel in Pour la science, der französischen Version des Scientific American. Dabei zeichnete Jean-Pierre Petit die Grafiken, die die Umstülpung der Sphäre visualisieren. Einer der Artikel beschreibt die erste in Formeln ausgedrückte Version der Umstülpung. Die Formeln enthalten aber einen Fehler, der verhindert, dass die Umstülpung eine reguläre Homotopie ist. Weiterhin wurde sie von einigen Forschern als zu kompliziert und als schlecht geeignet für eine Visualisierung der Umstülpung kritisiert. Insbesondere sind die beiden Endpunkte der Umstülpung zwar topologische Sphären, ihre Form ähnelt aber der eines zweiflügeligen Propellers mit einem halbkugelförmigen Spinner. Morin hat außerdem gezeigt, dass seine im Artikel in Pour la science beschriebene Umstülpung sowie die im Film von Max gezeigte Umstülpung die minimale Anzahl an topologischen Ereignissen besitzen. Weiterhin hat er eine Version einer Umstülpung entdeckt, die die minimale Anzahl an Gruppen von gleichzeitig auftretenden topologischen Ereignissen aufweist.
Mitte der 1970er Jahre entwickelte Bill Thurston die Idee der Corrugations (in Analogie zu den Wellen in einem Wellblech oder einer Wellpappe), mit deren Hilfe es ihm gelang, eine für ihn zufriedenstellende Version der Umstülpung der Sphäre zu konstruieren. Er veröffentlichte seine Version der Umstülpung und die Theorie der Corrugations aber nicht. Die von Thurston entwickelte Version der Umstülpung wurde Anfang der 1990er-Jahre von einem Team von Mathematikern am Geometry Center der University of Minnesota aufgegriffen und 1995 im Film Outside In veröffentlicht. Zum Film existiert ein Begleitbuch, das die Theorie der Umstülpung der Sphäre und der Version von Thurston (inklusive der Theorie der Corrugations) ausführlich erklärt.
Eine Gruppe von Forschern an der University of Illinois at Urbana-Champaign um die Mathematiker George Francis und John Sullivan sowie den Computergrafikspezialisten Silvio Levy begann 1995 eine weitere Version der Umstülpung der Sphäre zu entwickeln, die Minimax-Umstülpung (englisch: minimax eversion). Alle vorherigen Versionen der Umstülpung hatten die Modelle der Umstülpung manuell konstruiert. Im Gegensatz dazu basiert der Ansatz der Minimax-Umstülpung darauf, die Willmore-Energie der Immersionen der Sphäre während der Homotopie zu minimieren, die Umstülpung also automatisch mittels Optimierung zu berechnen. Die immersierte Sphäre soll, anschaulich gesprochen, möglichst wenig verbogen sein. Die Minimax-Umstülpung wurde 1998 im Film The Optiverse und in einer Reihe von Artikeln veröffentlicht.
Im Jahr 2012 stellte J. Scott Carter in einer Monografie eine von den Arbeiten von Bernard Morin und Marcel Froissart beeinflusste Version der Umstülpung der Sphäre vor. Wie bei der Version von Anthony Phillips wird die Umstülpung anhand von Bildern visualisiert. Dabei war Carters Ziel, die Sphäre im Verlauf der Umstülpung in den einzelnen Bildern in möglichst allgemeiner Lage, also ohne Singularitäten wie Vierfachpunkte oder tangentiale Berührungen der Oberfläche, zu zeigen. Weiterhin sollten zwischen den einzelnen Bildern möglichst einfache Topologieänderungen der Oberfläche der Sphäre und deren Projektion in die Zeichenebene erfolgen. Die resultierende Umstülpung ist nicht symmetrisch in der Zeit. Sie umfasst 81 Schritte, die der Leser in seiner Vorstellung wieder zu einer Animation zusammensetzen muss und dabei die interessanten topologischen Ereignisse, die singulär sind und daher nicht abgebildet werden, in seiner Vorstellung rekonstruieren muss.
Mikami Hirasawa und Minoru Yamamoto veröffentlichten 2017 eine weitere Version der Umstülpung der Sphäre. In ihrem Ansatz wird eine generische Homotopie der Sphäre in die zweidimensionale Ebene konstruiert. Die Homotopie ist bis auf endlich viele sogenannte Bifurkationspunkte stabil. Stabilität bedeutet hierbei, dass sich die Umgebung jedes Punktes der immersierten Sphäre als regulärer Punkt, Falte (englisch: fold point) oder Spitze (englisch: cusp point) darstellen lässt. Die Homotopie wird von der zweidimensionalen Ebene in den dreidimensionalen Raum angehoben, wobei gezeigt wird, dass für jeden Punkt- und Bifurkationstyp eine Anhebung (englisch: lift) existiert. Die resultierende Umstülpung besitzt, wie die Umstülpung von Morin, die minimale Anzahl an topologischen Ereignissen. Sie treten alle, wie bei der Umstülpung von Carter, an unterschiedlichen Zeitpunkten auf. Die Umstülpung wird an 13 diskreten Zeitpunkten durch Diagramme visualisiert. Die Autoren merken an, ihre Umstülpung sei erheblich einfacher als die von Carter.
Eine in Formeln ausgedrückte Version der Umstülpung der Sphäre wurde 2019 von Adam und Witold Bednorz beschrieben. Sie weist eine fast minimale Anzahl an topologischen Ereignissen auf. Im Gegensatz zur in Formeln beschriebenen Umstülpung von Morin ist der Anfangs- und Endpunkt der Umstülpung eine geometrische Sphäre und nicht nur eine Einbettung einer topologischen Sphäre.

## Topologische Ereignisse bei der Umstülpung der Sphäre
Um die Sphäre umstülpen zu können, muss sie sich selbst durchdringen können. Hierbei treten Mehrfachpunkte auf. Dies sind Punkte, an denen mehrere unterschiedliche Punkte der Sphäre durch die Abbildung {\textstyle f_{t}} auf denselben Punkt im {\textstyle \mathbb {R} ^{3}} abgebildet werden. An diesen Stellen ist die Abbildung {\textstyle f_{t}} nicht injektiv. Die Anzahl der Punkte im Urbild {\textstyle f_{t}^{-1}} eines Punktes im {\textstyle \mathbb {R} ^{3}} bestimmt die Vielfachheit des Punktes. Beispielsweise sind Dreifachpunkte die Punkte, an denen drei unterschiedliche Punkte der Sphäre auf denselben Punkt abgebildet werden. Die Menge der Selbstdurchdringungskurven der Immersion der Sphäre ist gegeben durch die Menge aller Mehrfachpunkte.
Bei der Umstülpung der Sphäre treten bestimmte topologische Ereignisse auf. Diese beschreiben Veränderungen der Topologie der Selbstdurchdringungskurven der Sphäre während der Umstülpung. Üblicherweise werden sie als D0/D2, D1, T+/T− und Q bezeichnet. Sie sind für die Beschreibung und das Verständnis der Umstülpungen wichtig.
Das topologische Ereignis D0 beschreibt die Entstehung einer Selbstdurchdringungskurve zwischen zwei verschiedenen Teilen der deformierten Sphäre. Wenn die zwei Teile der Sphäre aufeinander zu bewegt werden, berühren sie sich zunächst in einem einzelnen Punkt. Wenn sie weiterbewegt werden, entsteht zwischen ihnen eine geschlossene Selbstdurchdringungskurve. Analog dazu beschreibt das topologische Ereignis D2 das Verschwinden einer Selbstdurchdringungskurve zwischen zwei verschiedenen Teilen der deformierten Sphäre. Die zwei sich durchdringenden Teile werden auseinandergezogen, bis die Selbstdurchdringungskurve auf einen Punkt zusammenschrumpft. Wenn die zwei Teile weiter auseinandergezogen werden, verschwindet die Selbstdurchdringungskurve. Die topologischen Ereignisse D0 und D2 können als Spiegelungen voneinander in Bezug auf die Zeit betrachtet werden. D2 kann also angesehen werden als D0 rückwärts betrachtet und umgekehrt.
Das topologische Ereignis D1 beschreibt eine Veränderung der Topologie des Zusammenhangs der Selbstdurchdringungskurven zwischen zwei verschiedenen Teilen der deformierten Sphäre. Das Ereignis D1 beginnt mit zwei disjunkten Selbstdurchdringungskurven oder zwei Teilen einer Selbstdurchdringungskurve, die Punkte in einer bestimmten Richtung verbinden. Wenn die beiden Teile der Sphäre gegeneinander bewegt werden, gehen die Selbstdurchdringungskurven durch eine Konfiguration, die einem X ähnelt. Wenn die beiden Teile der Sphäre weiterbewegt werden, verbinden die beiden Selbstdurchdringungskurven Punkte in einer anderen Richtung. Dies kann wie folgt veranschaulicht werden: {\textstyle {\scriptstyle )(}\rightarrow \times \rightarrow \asymp }. Daher verursacht das Ereignis D1 eine Änderung darin, welche Teile der Selbstdurchdringungskurven mit welchen anderen Teilen verbunden sind. Ein Ereignis D1 tritt beispielsweise auf, wenn sich eine einzelne geschlossene Selbstdurchdringungskurve in zwei disjunkte geschlossene Selbstdurchdringungskurven aufspaltet oder umgekehrt sich zwei geschlossene Selbstdurchdringungskurven zu einer einzigen vereinigen.
Das topologische Ereignis T+ beschreibt die Entstehung eines Paars von Dreifachpunkten zwischen drei verschiedenen Selbstdurchdringungskurven der deformierten Sphäre. Wenn sich drei verschiedene Teile der deformierten Sphäre gegenseitig in Paaren durchdringen und die drei Teile der Sphäre hinreichend weit voneinander entfernt sind, ergeben sich drei disjunkte Selbstdurchdringungskurven. Wenn die drei Teile der Sphäre aufeinander zu bewegt werden, entsteht zunächst ein einzelner Dreifachpunkt, wenn zwei der Selbstdurchdringungskurven die dritte Selbstdurchdringungskurve tangential berühren. Wenn die drei Teile über den Tangentialpunkt hinaus bewegt werden, spaltet sich der Dreifachpunkt in zwei Dreifachpunkte auf. Die zwei Dreifachpunkte sind Punkte, an denen sich die drei Teile der Sphäre transversal durchdringen. Analog dazu beschreibt das topologische Ereignis T− das Verschwinden eines Paars von Dreifachpunkten zwischen drei verschiedenen Selbstdurchdringungskurven der deformierten Sphäre, wenn die drei Teile der Sphäre auseinandergezogen werden. Die topologischen Ereignisse T+ und T− können als Spiegelungen voneinander in Bezug auf die Zeit betrachtet werden. T− kann also angesehen werden als T+ rückwärts betrachtet und umgekehrt.
Das topologische Ereignis Q beschreibt das Entstehen und Verschwinden eines Vierfachpunktes zwischen vier verschiedenen Teilen der deformierten Sphäre. Die vier verschiedenen Teile der Sphäre durchdringen sich als Ganzes transversal. Wenn sich vier Teile der Sphäre gegenseitig in Paaren durchdringen, ergeben sich sechs Selbstdurchdringungskurven, die sich in vier Dreifachpunkten schneiden. Die vier Teile der Sphäre, die sechs Selbstdurchdringungskurven und die vier Dreifachpunkte formen ein Tetraeder. Wenn die Teile der Sphäre aufeinander zu bewegt werden, bewegen sich die vier Dreifachpunkte aufeinander zu, bis sie sich in einem Vierfachpunkt treffen. Gleichzeitig wird das Tetraeder immer kleiner, bis es in den Vierfachpunkt zusammenfällt. Wenn die Bewegung in die ursprünglichen Richtungen fortgesetzt wird, spaltet sich der Vierfachpunkt wieder in vier Dreifachpunkte auf. Auch das Tetraeder entsteht wieder, allerdings ist seine frühere Innenseite nun außen und umgekehrt. Jede Umstülpung der Sphäre muss mindestens einen Vierfachpunkt, also ein topologisches Ereignis Q, enthalten. Dabei zählen topologische Ereignisse, in denen sich mehr als vier Teile der Sphäre transversal durchdringen, auch als topologisches Ereignis Q.
Umstülpungen der Sphäre lassen sich durch die Abfolge ihrer topologischen Ereignisse beschreiben. So hat beispielsweise die von Morin gefundene Version der Umstülpung die topologischen Ereignisse D0 D0 T+ T+ D1 D1 (D1 Q) D1 D1 T− T− D2 D2. Dabei gruppieren die Klammern topologische Ereignisse, die gleichzeitig auftreten. Im Gegensatz dazu hat die von Max verwendete Version der Umstülpung die topologischen Ereignisse D0 D0 T+ (D1 D1 T+) (D1 Q) (T− D1 D1) T− D2 D2. Beide Umstülpungen sind symmetrisch bzgl. des zeitlichen Ablaufs der Umstülpung.
Die minimale Anzahl an topologischen Ereignissen, die bei einer Umstülpung der Sphäre auftritt, ist 14. Wenn man die Umstülpung geeignet konstruiert, so dass möglichst viele topologische Ereignisse gleichzeitig auftreten, ist die Umstülpung der Sphäre mit der minimalen Anzahl von Gruppen von topologischen Ereignissen gegeben durch (D0 D0 D0) (T+ T+) (D1 D1 D1 Q D1 D1) (T− T−) (D2 D2 D2). Diese Umstülpung ist symmetrisch bzgl. des zeitlichen Ablaufs der Umstülpung, hat aber 16 topologische Ereignisse. Wenn man auf die zeitliche Symmetrie verzichtet, lässt sich eine Umstülpung mit 14 topologischen Ereignissen in fünf Gruppen konstruieren: (D0 D0 D0) (T+ T+) (D1 D1 Q D1 D1) (T− T−) (D2 D2).

## Visualisierungen der Umstülpung der Sphäre

### Manuell konstruierte Umstülpungen
Die meisten der manuell konstruierten Umstülpungen verwenden ein Zentralmodell (englisch: halfway model, französisch: modèle central), um die Umstülpung zu erzeugen. Konzeptuell ist dies ein Modell, bei dem die Sphäre zur Hälfte von innen nach außen umgestülpt worden ist. Dadurch ergibt sich eine Symmetrie im zeitlichen Ablauf der Homotopie und in der immersierten Sphäre, so dass nur eine Hälfte der Umstülpung explizit konstruiert werden muss. In der Praxis werden hauptsächlich zwei Zentralmodelle verwendet: die Boysche Fläche und die Morinsche Fläche (englisch: Morin surface).
Die Boysche Fläche ist eine immersierte projektive Ebene, bei der die Antipoden der Sphäre auf dieselben Punkte abgebildet werden. Die Sphäre überdeckt die Boysche Fläche also doppelt. Indem die beiden Blätter der doppelten Überdeckung auseinandergezogen und zur runden Sphäre vereinfacht werden, wird eine Hälfte der Umstülpung konstruiert. Indem die beiden Blätter in die andere Richtung auseinandergezogen und zur runden Sphäre vereinfacht werden, wird die andere Hälfte der Umstülpung konstruiert. Die oben erwähnte Umstülpung von Arnold Shapiro verwendet die Boysche Fläche als Zentralmodell. Die Boysche Fläche besitzt eine dreizählige Rotationssymmetrie.
Die Morinsche Fläche hingegen ist eine Immersion der Sphäre, die von der Sphäre nur einfach überdeckt wird. Sie besitzt eine vierzählige Rotationssymmetrie, bei der eine Hälfte der Fläche die Außenseite der Sphäre zeigt und die andere Hälfte die Innenseite. Die Symmetrie, die die Innen- und Außenseite vertauscht, ist daher eine 90°-Rotation. Die oben beschriebene Umstülpung von Chales Pugh und Nelson Max sowie die Umstülpungen von Morin verwenden die Morinsche Fläche als Zentralmodell. Morin und Apery haben gezeigt, dass eine Umstülpung basierend auf der Morinschen Fläche als Zentralmodell zur minimalen Anzahl an topologischen Ereignissen führt.
Die Boysche Fläche besitzt eine dreizählige Rotationssymmetrie und die Morinsche Fläche eine vierzählige. Bernard Morin und George Francis haben Zentralmodelle für Umstülpungen mit höherzähligen Rotationssymmetrien entworfen, die sie Tabaksbeutel-Umstülpungen (englisch: tobacco pouch eversions) nannten.
Stellvertretend für die vielen Versionen von manuell konstruierten Versionen der Umstülpung der Sphäre wird im Folgenden die Umstülpung von Adam und Witold Bednorz genauer beschrieben. In ihr werden die Immersionen der Sphäre als Regelflächen konstruiert. Es wird zunächst ein Zentralmodell konstruiert, das ein topologisches Ereignis Q sowie vier topologische Ereignisse D1 enthält (ein fünftes Ereignis D1 liegt im Unendlichen und wird durch spätere Schritte auf eine kompakte Oberfläche abgebildet). Das Zentralmodell wird entflochten, bis eine Regelfläche entsteht, die in ihrer Mitte eine Art Durchgang enthält, den die Autoren das „Wurmloch“ nennen. Dabei treten zuerst gleichzeitig zwei T−- bzw. T+-Ereignisse und danach ein D2- bzw. D0-Ereignis auf. Schließlich wird das Wurmloch entfaltet, bis eine Regelfläche entsteht, die einer topologischen Sphäre entspricht. Dabei treten gleichzeitig weitere zwei D2- bzw. D0-Ereignisse auf.
Die in der Konstruktion verwendeten Regelflächen sind nicht kompakt. Sie erstrecken sich bis ins Unendliche. Um kompakte Immersionen der Sphäre zu erhalten, werden die Regelflächen mittels zwei Transformationen abgebildet, die sich als Modifikationen einer inversen stereographischen Projektion oder einer Inversion an einer Kugel auffassen lassen. Insgesamt ergibt sich für diese Version der Umstülpung folgende Sequenz von topologischen Ereignissen: (D0 D0) D0 (T+ T+) (D1 D1 D1 Q D1 D1) (T− T−) D2 (D2 D2). Diese Umstülpung entspricht also fast der oben beschriebenen Version, die die minimale Anzahl von Gruppen von topologischen Ereignissen aufweist. Es treten lediglich die drei D0- bzw. D2-Ereignisse nicht gleichzeitig, sondern jeweils in zwei Gruppen auf.
Das erste in diesem Abschnitt verlinkte Video zeigt die Umstülpung der Sphäre von Adam und Witold Bednorz sowie eine Visualisierung der topologischen Ereignisse anhand der Regelflächen, mit deren Hilfe die Umstülpung konstruiert wird. Im ersten Teil des Videos wird eine komplette Umstülpung der Sphäre mit Blickrichtung von oben auf den Nordpol gezeigt. Es entstehen zunächst zwei D0-Ereignisse, an denen sich die südliche und die nördliche Hemisphäre durchdringen. Obwohl die Selbstdurchdringungskurve zunächst in etwa die Form einer Lemniskate besitzt, und somit ein D1-Ereignis suggeriert, tritt dieses D1-Ereignis erst beim Erreichen des Zentralmodells auf. Ein weiteres D0-Ereignis tritt auf, wenn das Wurmloch anfängt, sich zu schließen. Kurz darauf treten gleichzeitig zwei T+-Ereignisse auf. Beim Erreichen des Zentralmodells mit einer vierzähligen Rotationssymmetrie treten die fünf D1-Ereignisse sowie das Q-Ereignis auf. Die Sphäre ist zu diesem Zeitpunkt halb umgestülpt. Danach treten gleichzeitig zwei T−-Ereignisse auf. Am Punkt, an dem sich das Wurmloch wieder vollständig öffnet, tritt ein D2-Ereignis auf. Schließlich treten zwei D2-Ereignisse auf, wenn die Durchdringung der nördlichen und südlichen Hemisphäre wieder verschwindet.
Im anschließenden Teil des Videos wird zunächst die Selbstdurchdringung der nördlichen und südlichen Hemisphäre visualisiert. Danach werden die beiden stereographischen Projektionen / Kugelinversionen entfernt und die zugrundeliegenden Regelflächen gezeigt. Hierauf werden verschiedene topologisch interessante Stufen der Umstülpung genauer visualisiert: das komplett geöffnete Wurmloch; das D0-Ereignis beim Beginn des Schließens des Wurmlochs; die beiden T+-Ereignisse; eine Stufe zwischen den T+-Ereignissen und dem Zentralmodell, an dem das Wurmloch komplett geschlossen wurde; das Zentralmodell mit dem Q-Ereignis und vier der fünf D1-Ereignisse; eine Stufe zwischen dem Zentralmodell und den T−-Ereignissen, bei dem das Wurmloch anfängt, sich wieder zu öffnen; die beiden T−-Ereignisse; das D2-Ereignis beim Öffnen des Wurmlochs; und das komplett geöffnete Wurmloch. Die gesamte Abfolge der topologischen Ereignisse wird anschließend noch mehrmals ohne Pause aus unterschiedlichen Blickwinkeln wiederholt. Zum Schluss des Videos werden die beiden stereographischen Projektionen / Kugelinversionen wieder angewendet und die Visualisierung der Umstülpung bis zu deren Ende weitergeführt. Adam Bednorz hat eine ausführlichere Version des Videos bereitgestellt, in der die Positionen der Oberfläche, an denen die topologischen Ereignisse auftreten, explizit gekennzeichnet werden, was insbesondere für das Erkennen der D1-Ereignisse hilfreich sein kann.
Das zweite in diesem Abschnitt verlinkte Video zeigt eine Version der Umstülpung der Sphäre, bei der die Innenseite der Sphäre mit einem Bild der Erde bei Nacht und die Außenseite mit einem Bild der Erde bei Tag eingefärbt wurde. Dies zeigt die innere Deformation der Sphäre während der Umstülpung deutlicher als im obigen Video. Außerdem zeigt dies, dass tatsächlich, wie im Abschnitt Problemdefinition beschrieben, eine Punktspiegelung der Sphäre vorliegt, nachdem die Umstülpung vollendet wurde. Dies kann daran erkannt werden, dass die Kontinente auf der Nachtseite, die jetzt außen liegt, auf dem Kopf stehen und spiegelverkehrt sind.

### Thurstons Umstülpung
Thurstons Version der Umstülpung der Sphäre basiert auf der Zerlegung der Sphäre in acht Kugelzweiecke. Jedes Kugelzweieck besteht wiederum aus zwei Kugeldreiecken, die beide identisch deformiert werden, wobei die beiden Kugeldreiecke um 180° gegeneinander um den Mittelpunkt ihrer gemeinsamen Kante auf dem Äquator verdreht sind. Die grundlegende Deformation stellt man sich daher am besten anhand eines Kugelzweiecks vor. Das Kugelzweieck kann man sich als einen Gürtel vorstellen, dessen beide Enden am Anfang in dieselbe Richtung zeigen. Die Enden des Gürtels, die dem Nord- und Südpol der Sphäre entsprechen, werden aneinander vorbei bewegt, wobei die Enden ihre Richtung beibehalten. Dies verursacht im Gürtel eine Selbstdurchdringung in Form einer Schleife, die einem α ähnelt. Wenn der Gürtel gerade gezogen würde, würde er eine Verdrehung von 360° aufweisen. Diese Verdrehung wird beseitigt, indem beide Enden des Gürtels (die beiden Pole der Sphäre) um 180° in entgegengesetzte Richtungen gedreht werden. Dadurch entsteht ein Gürtel, der die Form eines um 90° gedrehten Ω hat. Schließlich wird die Mitte des Gürtels auf die gegenüberliegende Seite geschoben, wodurch sich das Ω zu einem U verformt und die Außenseite des Gürtels (Kugelzweiecks) auf die Innenseite der Kugel wandert. Um diese Deformation für alle Kugelzweiecke gleichzeitig ausführen zu können, wird die Sphäre am Anfang gewellt (analog zu einem Wellblech). Diese Wellen werden am Ende der Umstülpung wieder entfernt.
Das in diesem Abschnitt verlinkte Video zeigt die Deformation eines Kugelzweiecks im dritten Teil des Videos. Um die zwei Seiten der Sphäre zu kennzeichnen, ist ihre Außenseite goldfarben und ihre Innenseite violett eingefärbt. Der erste Teil zeigt die Umstülpung der gesamten Sphäre. Der zweite Teil zeigt die umgekehrte Umstülpung einer Hemisphäre. Dies erlaubt es, die komplexen Selbstdurchdringungen und zahlreichen topologischen Ereignisse, die bei Thurstons Umstülpung auftreten, besser zu erkennen. Der vierte Teil des Videos zeigt eine umgekehrte Umstülpung der gesamten Kugel, wobei jedoch die Innenseite mit einem Bild der Erde bei Nacht und die Außenseite mit einem Bild der Erde bei Tag eingefärbt ist. Dies zeigt, dass die Umstülpung tatsächlich eine Punktspiegelung bewirkt, die die Orientierung der Sphäre umkehrt.

### Minimax-Umstülpung
Im Gegensatz zu den bisher vorgestellten Umstülpungen basiert die Minimax-Umstülpung, wie oben schon kurz beschrieben, auf der Minimierung der Willmore-Energie der Immersionen der Sphäre während der Homotopie. Auch hier ist die Grundlage ein Zentralmodell. Rob Kusner entdeckte Zentralmodelle mit Rotationssymmetrien der Ordnung ≥ 3, die die Willmore-Energie minimieren, insbesondere eine Version der Boyschen und der Morinschen Fläche sowie Tabaksbeutel-Zentralmodelle aller höheren Rotationssymmetrien. Diese Zentralmodelle brachten ihn auf die Idee der Minimax-Umstülpung.
Der grundlegende Ansatz der Minimax-Umstülpung ist, dass das Zentralmodell einen instabilen Sattelpunkt der Willmore-Energie darstellt. Um die Umstülpung zu konstruieren, stößt sich das Verfahren vom Zentralmodell ein kleines Stück in die Richtung des Eigenvektors zum betragsmäßig größten negativen Eigenwert der Hessematrix ab und verwendet danach ein Gradientenabstiegsverfahren, um die Willmore-Energie zu minimieren. Da die Sphäre die minimale Willmore-Energie aller geschlossenen Flächen besitzt, konvergiert das Gradientenabstiegsverfahren zur Standardeinbettung der Sphäre. Die resultierende Umstülpung ist aufgrund ihrer Konstruktion geometrisch optimal in Bezug auf die Biegungsenergie. Sie weist zu jedem Zeitpunkt der Umstülpung die geringste Verbiegung auf. Ein interessantes Ergebnis dieses Ansatzes ist, dass die durch die Optimierung berechnete Umstülpung topologisch äquivalent zu einer von Morin und Apery angegebenen Umstülpung ist, die die minimale Anzahl an topologischen Ereignissen aufweist. Die Folge der topologischen Ereignisse ist D0 D0 (T+ T+) (D1 D1 D1 Q D1 D1) (T− T−) D2 D2.
Das in diesem Abschnitt verlinkte Video zeigt die Minimax-Umstülpung einer Sphäre, die außen magenta und innen orange eingefärbt ist. Das Video hat vier Teile. Im ersten Teil wird eine komplette Umstülpung der Sphäre gezeigt. Am Anfang ist die magentafarbene Seite außen. Nachdem die Umstülpung vollständig erfolgt ist, ist die orangefarbene Seite außen. Die deformierte Sphäre wird als triangulierte Oberfläche dargestellt. Außerdem werden die Selbstdurchdringungskurven, die während der Umstülpung auftreten, als graue Schläuche dargestellt. Der zweite Teil des Videos zeigt eine Umstülpung in die Gegenrichtung (orange zu magenta), bei der die Dreiecke Lücken aufweisen. Dies erlaubt es, das Innere der deformierten Sphäre und die Deformationen, die im ersten Teil durch die Oberfläche verdeckt werden, zu sehen. Der dritte Teil des Videos zeigt eine Umstülpung in der Vorwärtsrichtung (magenta zu orange) mit Dreiecken mit Lücken. Die deformierte Sphäre wird um die Zeitpunkte herum, an denen die oben beschriebenen Gruppen von topologischen Ereignissen auftreten, abgedunkelt, so dass die Selbstdurchdringungskurven deutlicher hervortreten. Dies erzeugt eine klarere Sicht auf die topologischen Ereignisse. Schließlich wird im vierten Teil des Videos eine Umstülpung in Gegenrichtung (orange zu magenta) mit ausgefüllten Dreiecken gezeigt.

## Umstülpungen der Sphäre in Räumen anderer Dimension
Umstülpungen der Sphäre {\textstyle S^{n}} im euklidischen Raum {\textstyle \mathbb {R} ^{n+1}} sind nur für {\textstyle n=0}, {\textstyle n=2} und {\textstyle n=6} möglich. Es ist offensichtlich, wie die Sphäre {\textstyle S^{0}}, die nur aus zwei Punkten besteht, im {\textstyle \mathbb {R} ^{1}} umgestülpt werden kann. Eine explizite Umstülpung der Sphäre {\textstyle S^{6}} im {\textstyle \mathbb {R} ^{7}} ist bisher nicht konstruiert worden.

## Polyedrische Umstülpungen der Sphäre
Ein konvexes, beschränktes Polyeder der Euler-Charakteristik 2 ist homöomorph zu einer Sphäre. Es stellt sich daher die Frage, ob es Polyeder gibt, die umgestülpt werden können. Da ein Polyeder kein stetiges Tangentialbündel besitzt, kann es nicht mit einer regulären Homotopie umgestülpt werden, da diese bedingt, dass das durch die Homotopie induzierte Tangentialbündel stetig ist. Stattdessen wird verlangt, dass das Polyeder während der Umstülpung keine Faltkanten (französisch: arête de pli) entwickelt und dass die Nachbarschaft jeder Ecke während der gesamten Umstülpung injektiv ist. Faltkanten treten auf, wenn zwei Flächen des Polyeders, die sich eine Kante teilen, koplanar werden und wenn die beiden Flächen auf derselben Seite der Kante in der Ebene, in der sie koplanar sind, liegen. Die Nachbarschaft einer Ecke ist definiert als die Vereinigung aller Flächen und Kanten, die die Ecke enthalten. Weiterhin wird verlangt, dass alle Selbstdurchdringungen, die zwischen Kanten auftreten, transversal sind. Sie dürfen also nicht an den Ecken der Kanten auftreten.
Wie oben beschrieben, muss eine Umstülpung der Sphäre einen Vierfachpunkt enthalten. Für ein Polyeder bedeutet dies, dass sich vier unterschiedliche Flächen transversal durchdringen müssen. Vier Flächen werden durch vier Ebenen definiert, wovon jede durch drei Ecken definiert wird. Aufgrund der obigen Bedingungen dürfen keine der zwölf Ecken zusammenfallen, da sonst die Nachbarschaft dieser Ecke nicht injektiv wäre. Daher ist die minimale Anzahl an Ecken, die ein Polyeder besitzen muss, um umgestülpt werden zu können, zwölf. Ein Kuboktaeder besitzt zwölf Ecken. Die beiden im Folgenden beschriebenen Ansätze zeigen, dass ein Kuboktaeder umgestülpt werden kann.
Beide Ansätze basieren auf einem von Bernard Morin konstruierten polyedrischen Zentralmodell, das 12 Ecken, 30 Kanten und 20 Flächen besitzt. Ein Kuboktaeder hingegen besitzt 14 Flächen: sechs Quadrate und acht gleichseitige Dreiecke. Um die Umstülpung mittels des Zentralmodells durchführen zu können, werden die Quadrate in Dreiecke zerlegt. Dazu wird das Kuboktaeder so orientiert, das zwei gegenüberliegende Quadrate horizontal sind. Eines dieser Quadrate entspricht der Nordpolregion und das andere der Südpolregion, wenn das Kuboktaeder mit einer runden Sphäre identifiziert wird. Die vier verbleibenden Quadrate sind vertikal und liegen in der Tropenregion um den Äquator. Jedes der Quadrate wird in zwei gleichschenklige rechtwinklige Dreiecke zerlegt. Die vier Quadrate in der Tropenregion werden entlang des Äquators zerlegt. Die zwei polaren Quadrate werden in orthogonalen Richtungen zerlegt: die Kante, die am Nordpol eingefügt wird, ist senkrecht zur Kante, die am Südpol eingefügt wird. Es ergibt sich eine triangulierte Version des Kuboktaeders mit 12 Ecken, 30 Kanten und 20 dreieckigen Flächen. Dies ist die Version des Kuboktaeders, die auf das Zentralmodell deformiert und somit umgestülpt werden kann.

### Umstülpung des Kuboktaeders von Morin und Denner
Bernard Moran und Richard Denner arbeiteten gemeinsam von 1989 bis 1992 an der Konstruktion einer Umstülpung des Kuboktaeders. Ihr Ansatz ist, das Kuboktaeder in 44 Schritten umzustülpen, woraus sich 45 verschiedene Polyeder als Modelle für die Einzelschritte der Umstülpung ergeben. Neben ihrer mathematischen Beschreibung wurden die Modelle von Richard Denner zunächst aus Papier und Klarsichtfolie und später als JavaView-Visualisierung konstruiert. Die Umstülpung besitzt eine zeitliche Symmetrie, so dass man sich die 44 Schritte als eine Zeit, die von −22 bis 22 läuft, vorstellen kann. Von den 45 Modellen besitzen 44 eine zweizählige Rotationssymmetrie. Das Zentralmodell zum Zeitpunkt 0 besitzt eine vierzählige Rotationssymmetrie. In jedem der 44 Schritte werden jeweils zwei Ecken entlang einer Geraden bewegt, die eine Kante oder die Verlängerung einer Kante des Kuboktaeders ist. In den ersten 16 Schritten wird das Kuboktaeder in ein Polyeder deformiert, das Morin und Denner Zweispitz (französisch: bicorne) nennen. In dieser Phase treten keine Selbstdurchdringungen auf. Topologisch ist der Zweispitz nach wie vor eine eingebettete Sphäre. In den nächsten zwölf Schritten, von der Zeit −6 bis 6, durchdringt sich das Kuboktaeder selbst. Es ist keine Einbettung mehr, sondern eine Immersion. Zum Zeitpunkt 6 hat die Umstülpung wieder einen Zweispitz erzeugt. An diesem Schritt ist das Kuboktaeder umgestülpt worden: es ist eine Einbettung der umgestülpten Sphäre. In den verbleibenden 16 Schritten wird der Zweispitz zum umgestülpten Kuboktaeder deformiert.
In der Umstülpung des Kuboktaeders von Morin und Denner treten folgende topologische Ereignisse auf: (D0 D0) D0 (T+ T+) (D1 D1 D1 Q D1 D1) (T− T−) D2 (D2 D2), wobei die Klammern topologische Ereignisse, die gleichzeitig auftreten, gruppieren. Eines der Ereignisse D1 existiert von der Zeit −5 bis 5 und die anderen vier Ereignisse D1 von der Zeit −1 bis 1. Da diese Ereignisse symmetrisch in der Zeit sind, wurden sie mit dem Ereignis Q, das zum Zeitpunkt 0 auftritt, gruppiert.
Das in diesem Abschnitt verlinkte Video hat vier Teile. Im ersten Teil wird das Kuboktaeder mit undurchsichtigen magentafarbenen Flächen auf der Außenseite und cyanfarbenen Flächen auf der Innenseite visualisiert. Außerdem werden die Kanten des Kuboktaeders als graue Röhren visualisiert. Dabei wird das Video so gezoomt, dass das deformierte Kuboktaeder stets vollständig sichtbar ist. Die zentralen zwölf Schritte werden halb so schnell durchlaufen wie die restlichen 32 Schritte. Am Ende dieses Teils ist die cyanfarbene Innenseite nach außen gestülpt. Im zweiten Teil zoomt das Video auf den zentralen Teil des sich deformierenden Kuboktaeders. Es wird mit transparenten Flächen visualisiert, um die Deformationen besser erkennen zu können, die in den zentralen zwölf Schritten auftreten, in denen sich das Kuboktaeder selbst durchdringt. In diesem Teil wird das Kuboktaeder von Cyan nach Magenta umgestülpt. Im dritten Teil wird das Kuboktaeder wieder mit undurchsichtigen Flächen visualisiert. Hierbei werden die Flächen mit unterschiedlichen Farben eingefärbt, die auf der Innen- und Außenseite identisch sind. Flächen auf dem nördlichen Hemi-Kuboktaeder werden in hellen Farben eingefärbt und Flächen auf dem südlichen Hemi-Kuboktaeder mit dunklen Farben. Am umgestülpten Kuboktaeder kann man erkennen, dass das südliche Hemi-Kuboktaeder nun oben liegt: alle Flächen sind dunkel. Dies zeigt visuell, dass das Kuboktaeder durch eine Punktspiegelung im Vergleich zum originalen Kuboktaeder transformiert wurde. Der vierte Teil des Videos zeigt das Kuboktaeder ohne die Röhren an den Kanten und mit transparenten Flächen in unterschiedlichen Farben. Die Selbstdurchdringungen, die während der Umstülpung auftreten, werden als orangefarbene Röhren visualisiert. Hierdurch lässt sich die oben beschriebene Abfolge der topologischen Ereignisse erkennen.

### Umstülpung des Kuboktaeders von Apéry
François Apéry stellte 1994 eine weitere Umstülpung des Kuboktaeders vor. Sein Ansatz ist, das Kuboktaeder in vier Schritten umzustülpen, woraus sich fünf verschiedene Polyeder als Modelle ergeben. Die Umstülpung besitzt eine zeitliche Symmetrie, so dass man sich die vier Schritte als eine Zeit, die von −2 bis 2 läuft, vorstellen kann. Von den fünf Modellen besitzen die vier vom Zentralmodell verschiedenen Modelle eine zweizählige Rotationssymmetrie. Die beiden Zwischenmodelle zu den Zeitpunkten −1 und 1 sind Einbettungen des Kuboktaeders. Apéry nennt sie Gastrula, da sie Kuboktaeder darstellen, bei denen das nördliche Hemi-Kuboktaeder so weit nach unten gedrückt wurde, dass es innerhalb des südlichen Hemi-Kuboktaeders liegt. In jedem der vier Schritte wird das Kuboktaeder deformiert, indem die Ecken zwischen zwei aufeinanderfolgenden Modellen linear interpoliert werden.
Apéry beweist für den Schritt von der Gastrula zum Zentralmodell, dass die gesamte Deformation transversal ist und dass alle topologischen Ereignisse generisch sind: sie treten nur an diskreten Zeitpunkten auf (im Gegensatz zu den Ereignissen D1 bei der Umstülpung von Morin und Denner). Da die Gastrula eine Einbettung des Kuboktaeders ist, ist damit mathematisch bewiesen, dass sich das Kuboktaeder umstülpen lässt. In der Umstülpung des Kuboktaeders von Apéry treten folgende topologische Ereignisse auf: D0 (D0 D0) (D0 D0) (T+ T+) (D1 D1) (D1 D1 D1 Q D1 D1) (D1 D1) (T− T−) (D2 D2) (D2 D2) D2, wobei die Klammern topologische Ereignisse, die gleichzeitig auftreten, gruppieren.
Für den Schritt vom Kuboktaeder zur Gastrula führt Apéry keine Analyse durch. Hier zeigt sich, dass während der linearen Interpolation zwischen dem Kuboktaeder und der Gastrula für kurze Zeit eine Selbstdurchdringung auftritt. Diese Selbstdurchdringung wurde in dem in diesem Abschnitt verlinkten Video behoben. Die Struktur des Videos ist identisch mit der Struktur des Videos der Umstülpung von Morin und Denner (siehe die Beschreibung im vorigen Abschnitt).